# Conocephalus abispinatus
Conocephalus abispinatus är en insektsart som beskrevs av Wei Ying Hsia och Xiangwei Liu 1990. Conocephalus abispinatus ingår i släktet Conocephalus och familjen vårtbitare. Inga underarter finns listade i Catalogue of Life.